# NGC 7784
NGC 7784 (również PGC 72862) – zwarta galaktyka (C), znajdująca się w gwiazdozbiorze Pegaza. Odkrył ją Édouard Jean-Marie Stephan 1 października 1883 roku.